# 豊永長吉
豊永 長吉（とよなが ちょうきち、天保2年2月18日（1831年3月31日） - 明治44年（1911年）7月23日）は、日本の幕末の長府藩士、明治時代の実業家、政治家、衆議院議員（1期）。改名前の名前は印藤 弁介（いんどう べんすけ）／印藤 聿（いんどう のぶる）。

## 経歴

### 長府藩士時代
天保2年（1831年）2月18日、長府藩士・下村又三郎高輔の三男として生まれる。幼名は百合平。
天保12年（1841年）から藩校の敬業館で学び、嘉永6年（1853年）11月、長府藩士・印藤吉右衛門の養子となって名を印藤弁介（印藤 聿）と改め、長府藩主・毛利元周の警護の為に召しだされる。
安政4年（1857年）に九州を遍歴して地理や人情を視察して帰藩し、万延元年（1860年）には藩主・毛利元周の命を受けて国事周旋に尽力した。また、坂本龍馬や真木菊四郎らと交流して長府藩内の正義派として活動し、文久3年（1863年）から元治元年（1864年）にかけての下関戦争では砲隊司令士兼警衛肝煎役として防衛の任に当たった。
元治元年（1864年）、近習供頭役に任じられ、三条実美、三条西季知、東久世通禧、四条隆謌、壬生基修が長府の功山寺に潜居した際には接待役に従った。
慶応元年（1865年）、泉十郎らと共に長府藩の報国隊結成に参画して軍監を兼任。その後の長州藩内における藩論統一に尽力した功により、近習供頭役に任じられた際には在職時のみの馬廻格とされていたが、世襲の馬廻格として40石の禄を与えられた。
慶応2年（1866年）、豊東郡の代官に任じられ、同年8月には海面埋め立てと殖産興業の必要性を藩主・毛利元周に提言。任地である豊東郡の宇部村磯松原沖の海面埋め立てを行って一番開作と二番開作を完成し、表用人兼会計局頭人に抜擢されて40石の職禄を与えられた。
その後、明治2年（1869年）の版籍奉還に伴って長府藩から改称された豊浦藩の少参事兼大参事試補、会計督務に任じられ、知藩事となった藩主・毛利元敏を助けて長府藩（豊浦藩）における最後の財務を管掌した。

### 明治期
明治3年（1870年）と明治4年（1871年）には宇部村の海面を埋め立てて塩田を開き、赤間関（下関）に製塩業の店舗を開いた。この時、士籍を返上して商人となり、名を豊永長吉に改めている。
明治9年（1876年）には山口県会議員に選出。赤間関米商会所（後の下関米穀取引所）の設立を主導して頭取に就任した。また、興殖社や豊浦士族就産義社を設立して士族救済事業に取り組む一方、教育問題にも目を向けて、明治16年（1883年）に豊浦教育会を設立。
それ以後も実業界で活躍し、明治21年（1888年）の千寿製紙会社（小倉製紙所の前身）の設立、明治22年（1889年）3月の門司築港会社の設立、同年7月の日本舎密製造会社（現在の日産化学工業小野田工場）の設立および取締役社長就任、起業銀行の設立等に関わった。
明治36年（1903年）の第8回衆議院議員総選挙において山口県郡部から無所属で立候補して当選し、中央政界にも進出。衆議院議員を1期務め、明治37年（1904年）の第9回衆議院議員総選挙は不出馬。
明治44年（1911年）7月23日に死去。享年81（満80歳）。墓は山口県下関市長府川端町の功山寺にあり、墓石には「逢ふことに 国とまさんと いひしこと なほまのあたり きくここちする」という山縣有朋の歌が刻まれている。

## 家族
豊永長吉の家族としては、文久元年（1861年）6月25日に山口県平民・金子蔀の三男として生まれ、長吉の養子となった農学博士の豊永真理がいる。真理は明治20年（1887年）に駒場農学校を卒業し、翌明治21年（1888年）にドイツ留学を命じられ、ミュンヘン大学に学ぶ。明治24年（1891年）に帰国して、明治26年（1893年）には帝国大学農科大学の助教授に就任。明治33年（1900年）に再留学し、明治34年（1901年）に帝国大学農科大学の教授に昇進。明治39年（1906年）には朝鮮農商工部技師として渡韓し、明治40年（1907年）に農学博士号を取得。明治43年（1910年）に朝鮮総督府の勧業模範場技師兼農林学校教諭となった後に中央試験所長に転じ、工業伝習所長も務めている。